# Trappistenabtei Staouëli

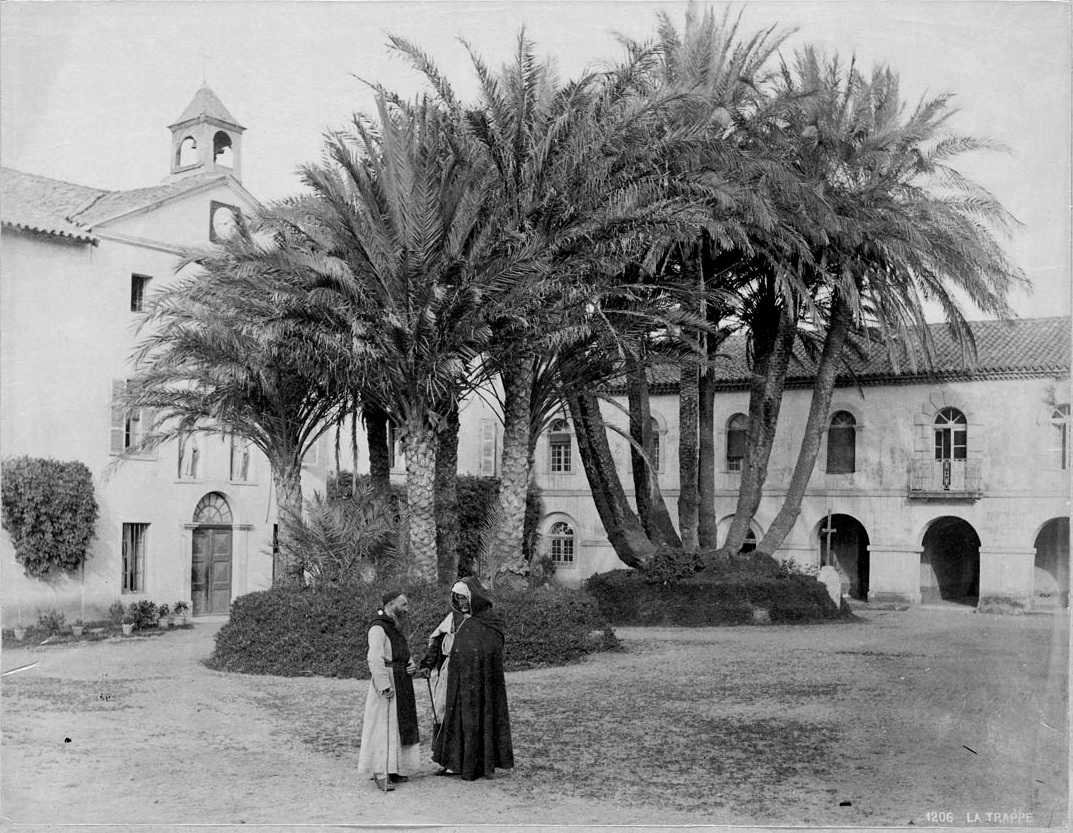
Abtei Staouëli

Die Abtei Staouëli war von 1843 bis 1904 ein französisches Kloster der Zisterzienser der strengeren Observanz in Staoueli (französisch: Staouéli oder Staouëli) in Algerien.

## Geschichte
Im Gefolge der französischen Eroberung von Algerien (ab 1830) gründete das Kloster Aiguebelle 1843 auf Einladung der Regierung und mit Unterstützung des Gouverneurs von Algerien, Thomas Robert Bugeaud de la Piconnerie, 20 Kilometer westlich von Algier das Kloster Notre-Dame de Staouëli, das 1846 zur Abtei erhoben wurde und in der Folge bis zu 120 Mönche zählte. Diese machten aus der Anlage (als Aushängeschild der zivilisatorischen Bemühungen Frankreichs in der Kolonie Algerien) eine landwirtschaftliche Musterfarm, die 1865 von Kaiser Napoleon III. besucht wurde. 1894 wurde der Abt von Staouëli Immediatoberer des syrischen Klosters Akbez. Vom 25. September bis zum 27. Oktober 1896 weilte, von Akbez kommend, Charles de Foucauld im Kloster, bevor er sich endgültig in die Wüste zurückzog.
1904 wurden alle Klöster von der kirchenfeindlichen Dritten Republik durch das Gesetz zur Trennung von Kirche und Staat aufgehoben. Die Gemeinschaft wechselte nach Lonato am Gardasee und besiedelte die durch Bonaparte 1796 aufgelöste italienische Benediktinerabtei Abbazia di Maguzzano. Dort war Bernard Barbaroux (1892–1959) Abt von 1930 bis 1934. Das Kloster hatte aber nur bis 1938 Bestand. Die Nachfolge in Algerien trat im gleichen Jahr Kloster Notre-Dame de l’Atlas in Tibhirine an.

### Obere und Äbte
- François-Régis de Martrin-Donos (1843–1854)
- Timothée Gruyer (Administrator)
- Augustin Charignon (1856–1893)
- Louis de Gonzague Martin (1893–1899)
- Louis de Gonzague André (1900–1905, † 1909)
- Bernard Barbaroux (Abt in Maguzzano, 1930–1934, † 1959)